# Dicranomyia (Dicranomyia) linsdalei
Dicranomyia (Dicranomyia) linsdalei is een tweevleugelige uit de familie steltmuggen (Limoniidae). De soort komt voor in het Nearctisch gebied.